# Tije
Tije (más írásmóddal Tiye, Teje, Tiji) ókori egyiptomi királyné, III. Amenhotep nagy királyi hitvese, Ehnaton anyja. Fiatalon ment feleségül a fáraóhoz, feltehetőleg még mindkettejük gyermekkorában, és számos gyermeket szült neki. Férje uralkodása alatt Tije Egyiptomnak és vonzáskörzetének legnagyobb hatalmú asszonya volt. Szülei és fivére is fontos pozícióra emelkedtek. Múmiáját 2010-ben azonosították DNS-vizsgálat segítségével.

## Származása
Tije szüleinek, Jujának és Tujának a neve számos emlékszkarabeuszról ismert, melyeket Amenhotep fáraó bocsátott ki. Mindketten az ahmími Min-kultuszban töltöttek be fontos szerepet, azonkívül egyes feltételezések szerint segítettek a fiatalon trónra került Amenhotepnek a kormányzásban. Tije testvére volt Anen, aki később az Ámon második prófétája rangot töltötte be. Sokan úgy tartják, Ay, a későbbi fáraó, Nofertiti feltételezett apja is Tije testvére volt. Egy feltételezés szerint Tije a dinasztia egyik ősanyjának, Ahmesz-Nofertarinak a leszármazottja, és neve is a Nofertari név becézése.

## Házassága és gyermekei
Amenhotep és Tije házasságát korán, már a 2. uralkodási évben említik egy emlékszkarabeuszon. A fáraó számos gyermeke közül nem mindegyiknek a neve maradt fenn – Heruefnek, Tije háznagyának a sírjában (TT192) nyolc hercegnőt ábrázolnak Amenhotep előtt, de név szerint nem említik őket. Amenhotep lányai közül ötnek a neve maradt fenn – Szitamon, Iszet, Henuttaneb, Nebetah és Baketaton –, ők a legáltalánosabb vélekedés szerint mind Tije gyermekei, bár Szitamonnal és újabban Baketatonnal kapcsolatban is merültek fel kétségek. Tije fiainak azonosítását megnehezíti, hogy a kor művészeti szellemének megfelelően szinte kizárólag csak a lányokat ábrázolták szüleikkel együtt; Ehnaton társuralkodója, Szemenhkaré például gyakorlatilag a semmiből bukkan elő. Teljes biztonsággal nem állítható, hogy Tijének volt más fia Ehnatonon kívül, de Thotmesz herceg, aki fiatalon bekövetkezett haláláig trónörökös volt, nagy valószínűséggel tekinthető az ő fiának. Elképzelhető, hogy Szemenhkaré is az ő gyermeke volt, és korábbi feltételezések szerint Tutanhamon is, ezt azonban 2010-ben DNS-vizsgálat cáfolta.

## Befolyása

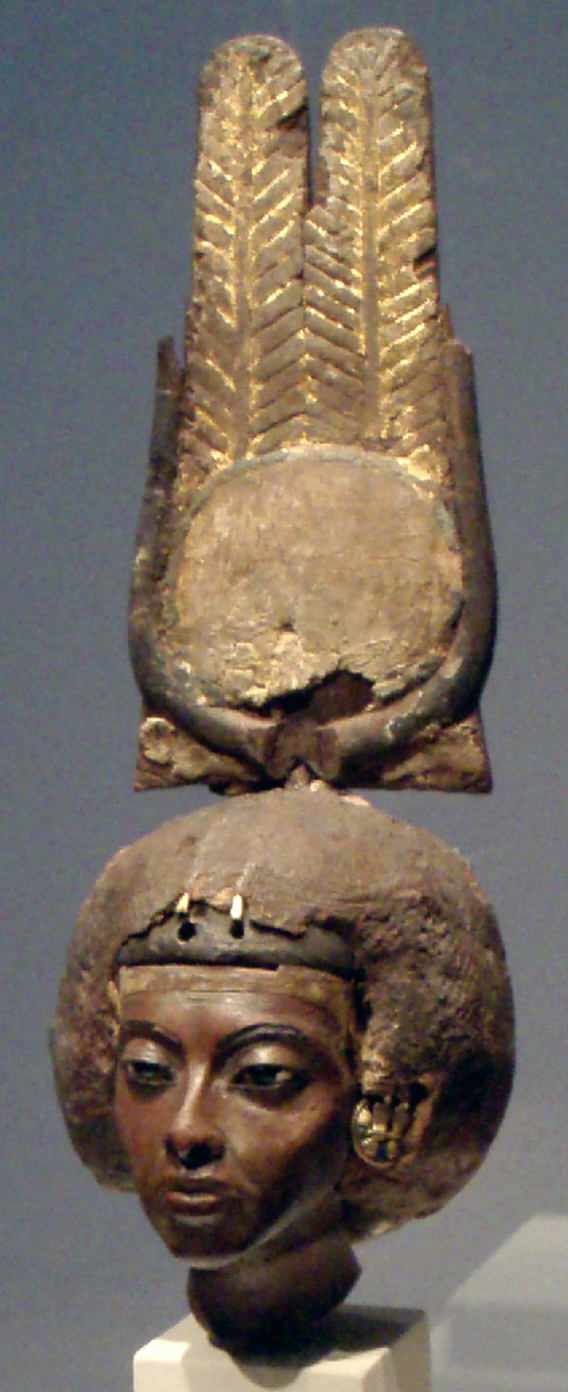
Tije ébenfa szobra

Egyetlen egyiptomi királyné sem tett szert akkora fontosságra még férje életében, mint Tije. Befolyását mindvégig megőrizte, annak ellenére, hogy Amenhotepnek számtalan felesége volt, köztük saját, Tijétől született lányai közül is legalább kettő. Szobrokon – köztük a Memnón-kolosszusok lábánál és egy Medinet Habuban talált hatalmas szobron –, valamint domborműveken Tije rendszeresen megjelenik férje mellett, időnként lányaik kíséretében, neve gyakran olvasható sztéléken, ékszereken és emlékszkarabeuszokon. A Núbiában, Szedeingában épült templom kifejezetten az ő számára épült, a királynét itt Ré szemeként, Hathor istennő egy megtestesüléseként imádták. Szedeingát az ókorban „Tije erődje”-ként ismerték, a templom a közeli szolebi templom női ellenpárját képezte és több más istennőt is ábrázoltak benne. A közeli település, Adaye neve a mai napig őrzi a királyné emlékét.
Tije is részévé vált annak a vallási elképzelésnek, mely a fáraót a napistennel azonosította; Amenhotep azzal, hogy felesége és lányai körében jelent meg az ábrázolásokon, az anyaistennő és leányai körében megjelenő napisten látszatát keltette. Hogy a karnaki és luxori templomokban (egyetlen karnaki szentélyt leszámítva) nem jelenik meg, annak tudható be, hogy korábbi királynékkal ellentétben nem vette fel az „Ámon isteni felesége” címet.
Ezenkívül több szentély is épült Tije tiszteletére, a 11. évben pedig egy mesterséges tó is dzsaruhai birtokán, ennek méretét és a rajta tett csónakázást emlékszkarabeusz örökíti meg.
„Őfelsége […] Amenhotep, Théba uralkodója, élet adassék neki, 11. uralkodási évében; a nagy királyi hitves, Tije, kinek apja neve Juja, anyja neve Tuja. Őfelsége elrendelte egy tó készítését a nagy királyi hitves, Tije – élet adassék neki – számára városában, Dzsakaruban [Ahmím mellett]. A hossza 3700, a szélessége 700. [Őfelsége] megünnepelte a tó átadását áradás harmadik havának tizenhatodik napján. Őfelsége az Aten-tjehen [„Ragyogó Aton”] királyi bárkán hajózott rajta.”

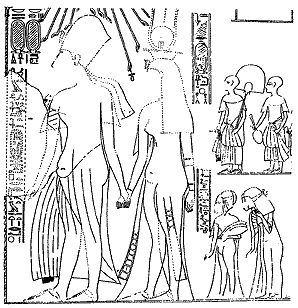
Jelenet Huja ahet-atoni sírjából: Ehnaton és anyja, Tije; az anyakirályné mögött, az alsó sorban legkisebb lánya, Baketaton.

Tijének meglehetős befolyása volt a kül- és belpolitikára, ő az első királyné, akinek a neve hivatalos iratokon is megjelenik. Személyesen levelezett külföldi uralkodókkal; Mitanni királya, Tusratta neki címezte az Amarna-levelek közt 26-os számúként ismert levelet, melyben emlékezteti a királynét a két ország barátságos viszonyára az elhunyt Amenhotep fáraó uralma alatt és reményét fejezi ki afölött, hogy ez Ehnaton uralkodása alatt is így marad.
„Tije, az anyád ismeri a szavakat, melyeket atyádnak mondtam. Senki más nem ismeri őket. Kérdezd meg anyádat, Tijét, és ő elmondhatja. Ne hallgasson testvérem senki más szavaira.”
Férje halála után fontos tanácsadói szerepet töltött be fia uralkodása alatt is. Az Ehnaton által alapított új fővárosban, Ahet-Atonban templom és palota épült neki, utóbbinak háznagya, Huja sírjában több jelenet is ábrázolja a királynét, aki a városba látogatott legkisebb lányával, Baketatonnal. Ehnaton uralkodásának 12. évében, mai időszámítással i. e. kb. 1343. (Kákosy-féle kronológia) december 21. körül említik utoljára Tijét és egyik unokáját, Maketatont is; lehetséges, hogy mindketten az ebben az időben pusztító járványnak estek áldozatul. Tijét, úgy tűnik, először az amarnai királysírban temették el, ahol Maketatont és feltehetőleg a királyi család több más tagját is, itt találtak ugyanis egy töredéket, ami Tije szarkofágjából származott. Később, amikor az Amarna-reformok kudarca után az emberek elhagyták a várost, Tijét újratemették, nem tudni pontosan, hová. Temetkezési kellékeinek darabjait megtalálták más sírokban; férjéében (KV22) a nevével ellátott usébtiket, a KV55-ös sírban pedig egy aranyozott naoszt, ami Ehnatonnal együtt ábrázolja. A KV22-ben egy japán expedíció királynéi koporsót is talált, de nem tudni, Tijéé volt-e, vagy valamelyik lányáé, akit Amenhotep feleségül vett.
Tije címei: Nagy királyi hitves (ḥm.t-nỉswt wr.t), Nagy kegyben álló (wr.t-ḥzwt), A király felesége (ḥm.t-nỉswt), A király szeretett felesége (ḥm.t-nỉswt mrỉỉt=f),Alsó- és Felső-Egyiptom asszonya (ḥnwt-šmˁw-mḥw), A Két Föld úrnője (nb.t-t3.wỉ), A Két Föld asszonya (ḥnwt-t3.wỉ), Örökös hercegnő (ỉrỉỉ.t-pˁt), Édes szeretetű (bnr.t mrwt).

## Múmiája

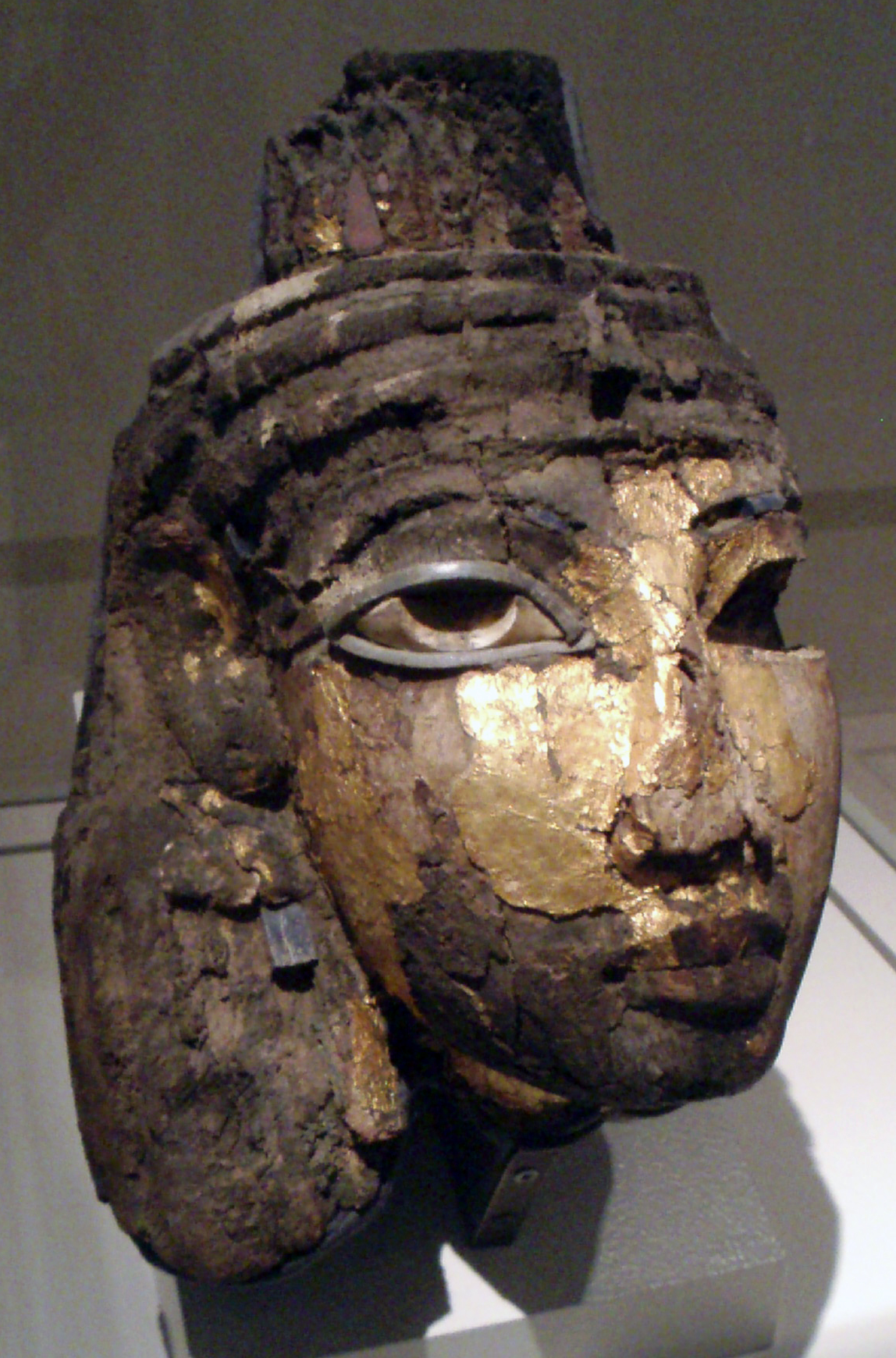
Tije halotti maszkja, Ägyptisches Museum, Berlin

II. Amenhotep sírjában (KV35), ahová a XXI. dinasztia idején több királyi múmiát is menekítettek a sírrablók elől, 1898-ban a felfedező Victor Loret megtalálta többek közt III. Amenhotep múmiáját, és mellette egy női múmiát, melyet teljesen a mai napig nem sikerült azonosítani. A múmiáról – melyet Idősebb hölgynek neveznek, megkülönböztetve a szintén itt talált ún. Fiatalabb hölgy múmiától – már korábban is több tudós feltételezte, hogy Tije. A királyné egyik hajfürtjét, melyet Tutanhamon sírjában találtak, összehasonlították a múmia hajával, és megegyezőnek tűnt, az azonosságot alátámasztották a röntgenvizsgálatok is, melyek szerint az Idősebb hölgy fejformája hasonlít Tije anyja, Tuja múmiájáéra. Juja és Tuja vércsoportja egyaránt az A2-es alcsoportba tartozik, a recesszív öröklődés elméletben lehetővé teszi, hogy gyermeküknek 0-s vércsoportja legyen, mint amilyen az Idősebb hölgyé. Vita zajlott a múmia korát illetően: az Idősebb hölgy halálakor 40 és 45 év közt lehetett, ami tekintve, hogy Tije és Amenhotep már a fáraó 2. uralkodási évében házasok voltak, és Tije még Ehnaton uralmának 12. évében is élt, lehetetlenné teszi, hogy ő legyen Tije, amennyiben nem fogadjuk el azt a legtöbb tudós által vitatott elméletet, hogy III. Amenhotep 12 éven át társuralkodóként kormányzott fiával.
A 2010-ben publikált, a XVIII. dinasztia végének családi kapcsolatait tisztázó DNS-vizsgálatok részeként az Idősebb hölgy múmiáját azonosították Tijeként: a múmia 99.99999929%-os biztonsággal Juja és Tuja leánya, és 99.99999964% eséllyel ő és III. Amenhotep az Ehnatonként azonosított KV55 múmia szülei. Az is bebizonyosodott, hogy a Fiatalabb hölgy az egyik lányukkal azonos, és ő Tutanhamon anyja, Ehnaton pedig az apja.

## Külső hivatkozások
- Queen Tiye
- Hihetetlenül ép leleteket tártak fel Egyiptomban – National Geographic